# Denesha Stallworth
Denesha Stallworth (ur. 5 maja 1992 w San Francisco) – amerykańska koszykarka występująca na pozycji środkowej.
21 lipca 2016 została zawodniczką Artego Bydgoszcz.
1 października 2019 dołączyła do CCC Polkowice

## Osiągnięcia
Stan na 17 sierpnia 2020, na podstawie, o ile nie zaznaczono inaczej..
NCAA
- Uczestniczka rozgrywek:
  - Elite Eight turnieju NCAA (2013)
  - Sweet Sixteen turnieju NCAA (2013, 2014)
- Mistrzyni turnieju Women's National Invitational Tournament (WNIT – 2010)
- Zaliczona do:
  - I składu:
    - pierwszoroczniaczek konferencji Pac-10 (2010)
    - Pac-10 (2011)
    - konferencji Southeastern (SEC – 2013)
    - turnieju:
      - WNIT (2010)
      - Colliers International Classic (2011)

Drużynowe
- Mistrzyni Polski (2016)[1]
- Wicemistrzyni Polski (2018)[5]
- Zdobywczyni pucharu Polski (2018)[6]
- Finalistka pucharu Polski (2020)[7]

Indywidualne
(* – nagrody przyznane przez portal eurobasket.com)
- Zaliczona do:
  - I składu pucharu Polski (2018)[8]
  - składu honorable mention ligi rosyjskiej (2019)*[2]